# Тапшер
 Тапшер  — деревня в Советском районе Республики Марий Эл. Входит в состав Верх-Ушнурского сельского поселения.

## География
Находится в центральной части республики Марий Эл на расстоянии приблизительно 9 км по прямой на восток-северо-восток от районного центра посёлка Советский.

## История
Известна с 1802 года, когда здесь проживали: ясачных крестьян — 8, черемис крещёных — 66. В 1836 году здесь насчитывалось 28 дворов, проживали 276 человек, в 1869 году в 68 и 446 соответственно. В советское время работали колхозы «Йошкар кече», «Кундыш» и совхоз «Советский».

## Население
Население составляло 191 человек (мари 89 %) в 2002 году, 153 в 2010.